# Musée de la machine à coudre
Le musée de la Machine à coudre est un musée située à Rouillé offrant une collection de 300 machines à coudre, les plus anciennes datant de 1830. La collection a été assemblée à partir de 1964.
Le musée est exploité par un centre de réparation de machines à coudre, la clinique de la machine à coudre, fondée en 1978 par Jean-Marie Ollivier.